# Biserica de lemn din Prejna
Biserica de lemn din Prejna, comuna Balta, județul Mehedinți, a fost construită la începutul secolului al XIX-lea, în anul 1808. Are hramul „Adormirea Maicii Domnului”. Biserica se află pe lista monumentelor istorice sub codul LMI:  MH-II-m-B-10383.
Biserica „Adormirea Maicii Domnului” din Prejna a fost ridicată, inițial din bârne de stejar, de Tudor Vladimirescu (conducătorul Revoluției de la 1821 și al pandurilor) și Gheorghe Duncea (cel prin care Tudor ținea legătura cu turcii de pe insula Ada Kaleh).. În 1859 este refăcută din zid. Icoanele au fost pictate de Ghiță Zugravul în anul 1808.